# Karen Maruyama
Karen Maruyama (n. 29 de mayo de 1958) es una actriz y comediante estadounidense.

## Carrera
Ha aparecido en papeles secundarios en numerosas sitcoms, incluyendo roles recurrentes en The Jamie Foxx Show, Stip Mall, Suddenly Susan y Arrested Development. Es conocida por su trabajo en la comedia de improvisación y fue invitada en las versiones británica y estadounidense del programa Whose Line Is It Anyway?, así como también es miembro de The Groundlings. Además, ha aparecido como asistente de aparcamiento en un episodio de Curb Your Enthusiasm. 
Interpretó a una enfermera en The Bucket List (2007) y encarnó a una ama de llaves en la película de 2012 The Campaign. Es parte del reparto del espectáculo de The Jim Henson Company Puppey Up! - Uncensored, el cual realizó un tour por Aspen, Las Vegas, Edimburgo, Sídney y Melbourne. 
También apareció en un episodio del programa de cambio de imagen How Do I Look? y trabajó como una concursante no famosa en el programa de juegos de la CBS Body Language, bajo el nombre de Karen Upshaw, diciendo que era de Perris, California. Fue pareja con los jugadores famosos Ted Lange y Constance Torres. También estuvo en The New $25,000 Pyramid en 1983 con Audrey Landers y Michael McKean.

## Filmografía

### Cine y televisión
| Año         | Título                              | Papel                                              | Notas                                                                       |
| ----------- | ----------------------------------- | -------------------------------------------------- | --------------------------------------------------------------------------- |
| 1990        | Circuitry Man                       | Ciclista bandida                                   |                                                                             |
| 1992        | Doogie Howser, M.D.                 | Kathy Walker                                       | Episodio: "Do the Right Thing... If You Can Figure Out What It Is"          |
| 1994        | Viper                               | Operadora de la policía                            | Episodio: "Pilot"                                                           |
| 1994        | Pulp Fiction                        | Mirona #1                                          |                                                                             |
| 1994        | Ellen                               | Kate                                               | Episodio: "Adam's Birthday"                                                 |
| 1995        | The Enforcer                        |                                                    | Solo voz                                                                    |
| 1995        | Murphy Brown                        | Mujer del armario                                  | Episodio: "It's Miller Time"                                                |
| 1995        | Sawbones                            | Polito                                             | Película para televisión                                                    |
| 1995        | The American President              | Asistente de Leo                                   |                                                                             |
| 1996        | Dunston Checks In                   | Teleoperadora                                      |                                                                             |
| 1996        | Mad About You                       | Enfermera #2                                       | Episodio: "The Procedure"                                                   |
| 1996        | Rudy Coby: Ridiculously Dangerous   | Abuela                                             | Película para televisión                                                    |
| 1996        | Captain Simian & the Space Monkeys  | Shao Lin                                           | Solo voz Episodios: "Invasion of the Banana Snatchers" y "Splitzy's Choice" |
| 1997        | Night Stand                         | Miyoshi                                            | Episodio: "Leave Your Job or I'm Leaving You"                               |
| 1997        | Caroline in the City                | Actriz                                             | Episodio: "Caroline and the Wayward Husband"                                |
| 1997        | Blade Runner                        | Comerciante de peces                               | Videojuego, solo voz                                                        |
| 1998        | Veronica's Closet                   | Oficial de eventos                                 | Episodio: "Veronica's Got a Secret"                                         |
| 1998        | Holding the Baby                    | Mona                                               | Episodio: "Father Knows Breast"                                             |
| 1998        | Guys Like Us                        | Kim                                                | Personaje recurrente                                                        |
| 1998        | Suddenly Susan                      | Sra. Fong                                          | 5 episodios                                                                 |
| 1999        | The Thirteenth Year                 | Sra. Nelson                                        | Película para televisión                                                    |
| 1997 - 1999 | Los Simpson                         | Azafata japonesa / Mujer bailarina #1              | Solo voz Episodios: "Thirty Minutes Over Tokyo" y "In Marge We Trust"       |
| 2000        | The Wild Thornberrys                | Leopardo                                           | Solo voz Episodio: "Black and White and Mom All Over"                       |
| 2000        | King of the Hill                    | Budista                                            | Solo voz Episodio: "Won't you Pimai Neighbor?"                              |
| 2000        | Titus                               | Enfermera Patty                                    | Episodio: "Episode Eleven"                                                  |
| 2000        | Static Shock                        | Kim                                                | Solo voz Episodio: "Grounded"                                               |
| 2000        | Curb Your Enthusiasm                | Asistente de aparcamiento                          | Episodio: "Interior Decorator"                                              |
| 1999 - 2001 | The Jamie Foxx Show                 | Gloria                                             | 11 episodios                                                                |
| 2001        | Futurama                            | Amazona                                            | Solo voz Episodio: "Amazonian Women in the Mood"                            |
| 2001        | Even Stevens                        | Millie                                             | Episodio: "A Weak First Week"                                               |
| 2001        | Strip Mall                          | Foo                                                | 9 episodios                                                                 |
| 2001        | Heavy Gear                          | Yoji Kirakowa                                      | Solo voz                                                                    |
| 2002        | Liga de la justicia                 | Tsukuri/ Bombera                                   | Solo voz Episodios: "Fury" y "Fury: Part II"                                |
| 2003        | Columbo                             | Criada                                             | Episodio: "Columbo Likes the Nightlife"                                     |
| 2003        | Spider-Man: The New Animated Series | Manifestante / Mujer Sombría / Vendedora de flores | Solo voz Episodios: "Heroes and Villains" y "Royal Scam"                    |
| 2005        | The King of Queens                  | Connie                                             | Episodio: "Black List"                                                      |
| 2013        | ¡Buena suerte, Charlie!             | Entrenadora                                        | Episodio: "Go Teddy!"                                                       |
| 2014        | Garfunkel & Oates                   | Susie                                              | Episodio: "Rule 34"                                                         |